# Lucy Suchman

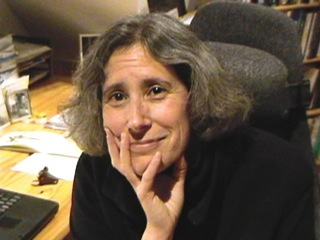
Lucy Suchman

Lucy Suchman ist Professorin für Anthropologie der Naturwissenschaften und Technik am Institut für Soziologie der Lancaster University in Großbritannien. Von 1979 bis 2001 arbeitete sie im Xerox PARC u. a. als Principal Scientist und Manager der Forschungsgruppe Work Practice and Technology.

## Forschung
Suchman beschreibt in Plans and Situated Actions (1987), dass Menschen Probleme nicht primär durch die Ausführung von Plänen lösen. Stattdessen sind Pläne eine von mehreren Ressourcen, auf die Menschen bei ihren Handlungen zurückgreifen. Die Analysen in Plans and Situated Actions sind ethnomethodologisch basiert. Die Arbeit sorgte in der Kognitionswissenschaft dafür, dass Kontext als ein wichtiger Faktor beim Lösen von Problemen angesehen wurde.
Suchmans Erforschung der Arbeitspraxis z. B. von Fluglotsen und Bürokräften dienten als Basis für ethnografisch informierte Designentscheidungen für Computersysteme. Ihre aktuelle Forschung beschäftigt sich mit Robotik und Fernsteuerung in der Waffentechnologie.
2002 erhielt sie die Benjamin Franklin Medal des Franklin Institute und 2014 den John Desmond Bernal Prize der Society for Social Studies of Science. 2011 wurde sie von der Universität Malmö und 2018 von der Universität Maastricht mit der Ehrendoktorwürde geehrt.

## Schriften (Auswahl)

### Monografien
- Plans and situated actions: The Problem of Human-Machine Communication. Cambridge University Press 1987, ISBN 978-0-5213-3739-7.
- Human-Machine Reconfigurations: Plans and Situated Actions. Cambridge University Press 2006, ISBN 978-0-5216-7588-8.
- mit Ranjodh Singh Dhaliwal, Théo LePage-Richer: Neural Networks. University Of Minnesota Press 2024, ISBN 978-1-5179-1669-5.

### Aufsätze
- „Configuring the Other: Sensing War through Immersive Simulation.“ In: Catalyst: feminism, theory, technoscience, 2(1) (2016). doi:10.28968/cftt.v2i1.28827.
- „Situationsbewusstsein. Tödliche Biokonvergenz an den Grenzen von Körpern und Maschinen.“ In: Zeitschrift für Medienwissenschaft. Heft 15: Technik | Intimität, Jg. 8 (2016), Nr. 2, S. 18–29. doi:10.25969/mediarep/1871.